# Реміх (кантон)
Ре́міх (Réimech) — кантон в складі округу Гревенмахер герцогства Люксембург.

## Адміністративний поділ

### Комуни
Кантон включає в себе 10 комун:
| Комуна         | Площа, км² | Населення, осіб | Рік  | Центр          | Поселення |
| -------------- | ---------- | --------------- | ---- | -------------- | --------- |
| Бурмеранж      | 13,80      | 960             | 2002 | Бурмеранж      | 3         |
| Бус            | 15,42      | 1266            | 2008 | Бус            | 4         |
| Вальдбредімю   | 12,57      | 941             | 2008 | Вальдбредімю   | 3         |
| Велленштейн    | 7,42       | 1315            | 2008 | Велленштейн    | 3         |
| Дальгайм       | 18,98      | 2011            | 2008 | Дальгайм       | 3         |
| Леннінген      | 20,35      | 1597            | 2007 | Леннінген      | 2         |
| Мондорф-ле-Бен | 13,66      | 4564            | 2010 | Мондорф-ле-Бен | 3         |
| Реміх          | 5,29       | 3153            | 2008 | Реміх          | 1         |
| Шенген         | 10,63      | 1602            | 2007 | Шенген         | 3         |
| Штадтбредімю   | 10,17      | 1421            | 2005 | Штадтбредімю   | 2         |

### Населені пункти

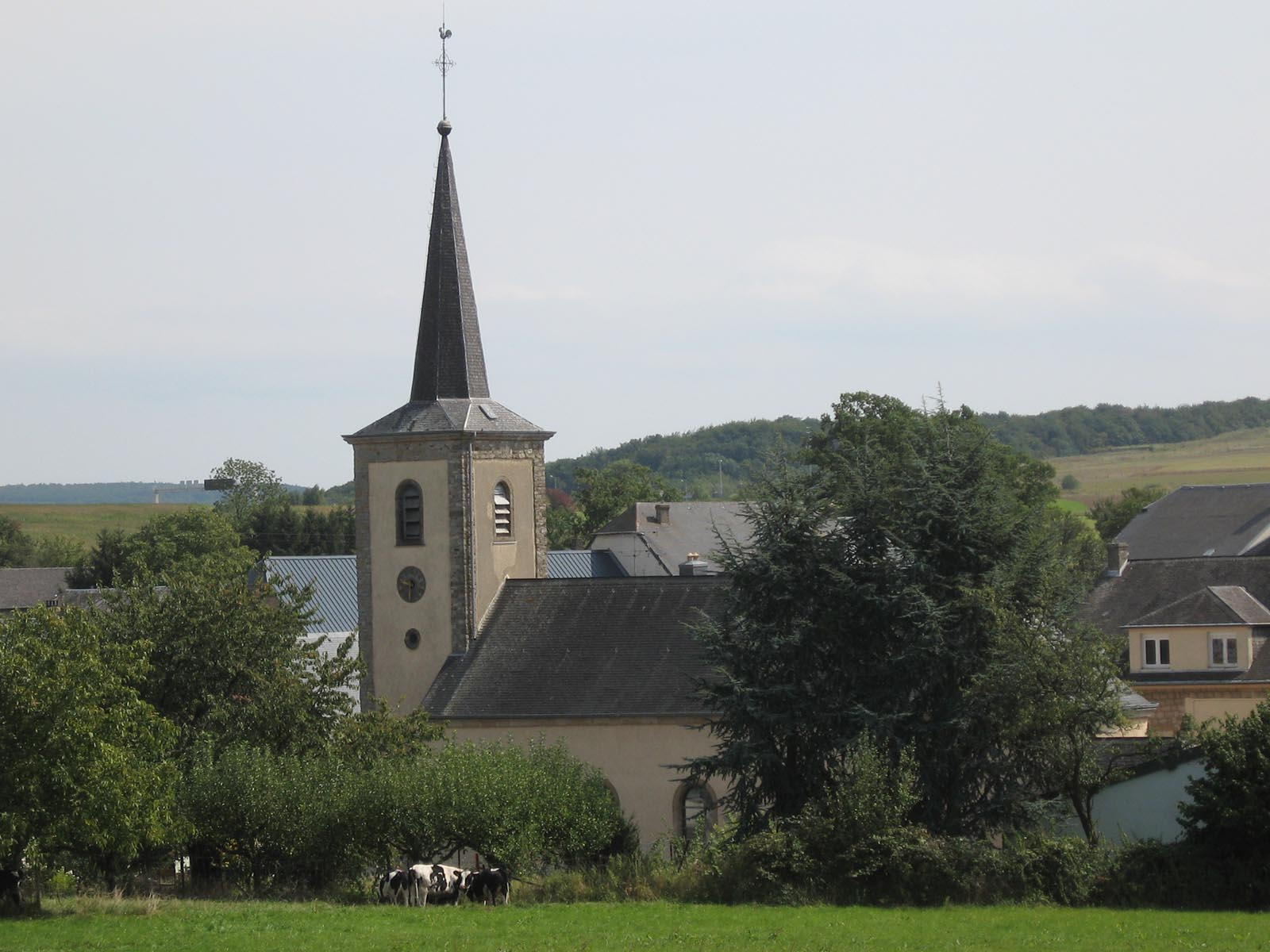
Бурмеранж

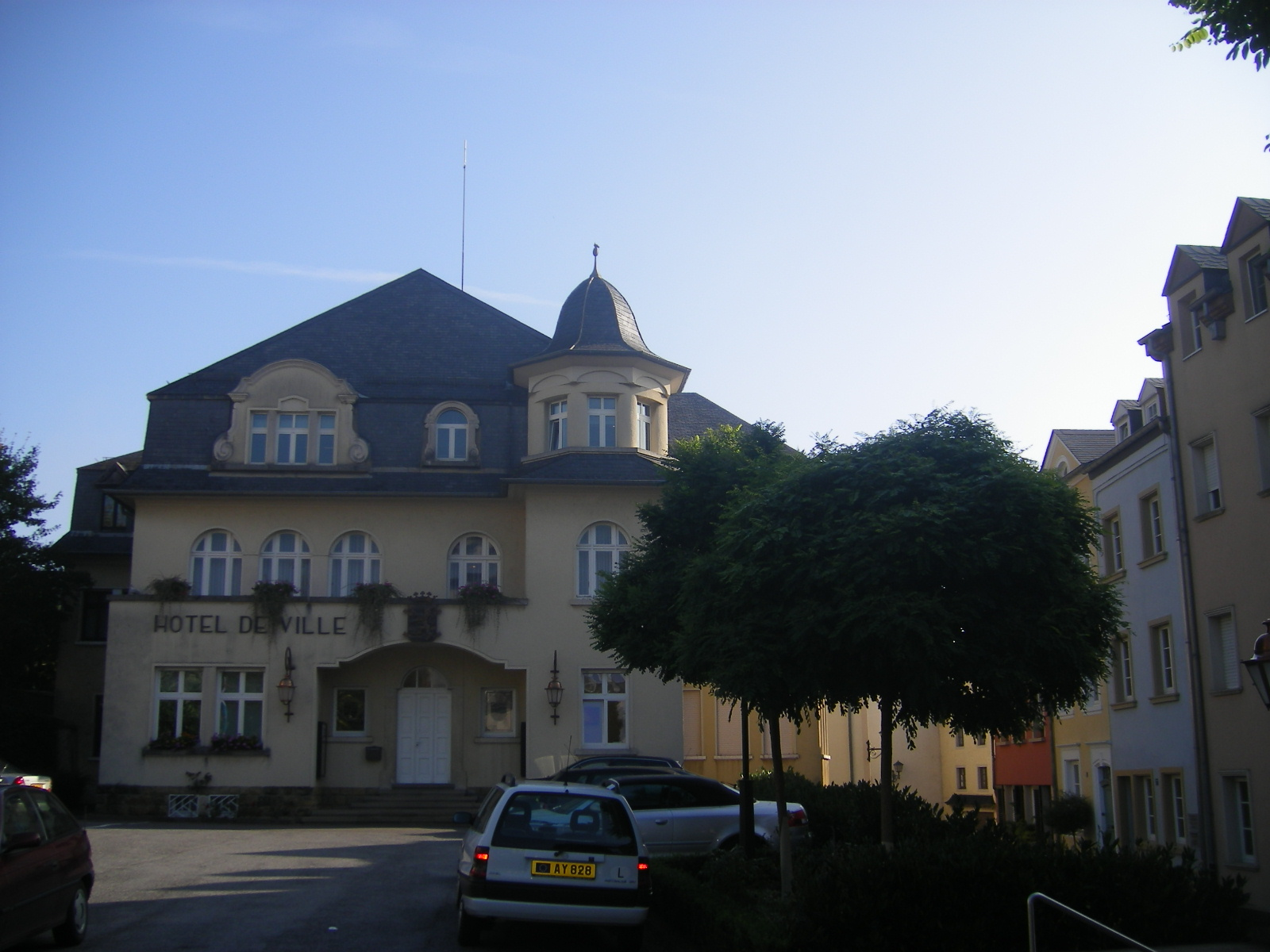
Реміх

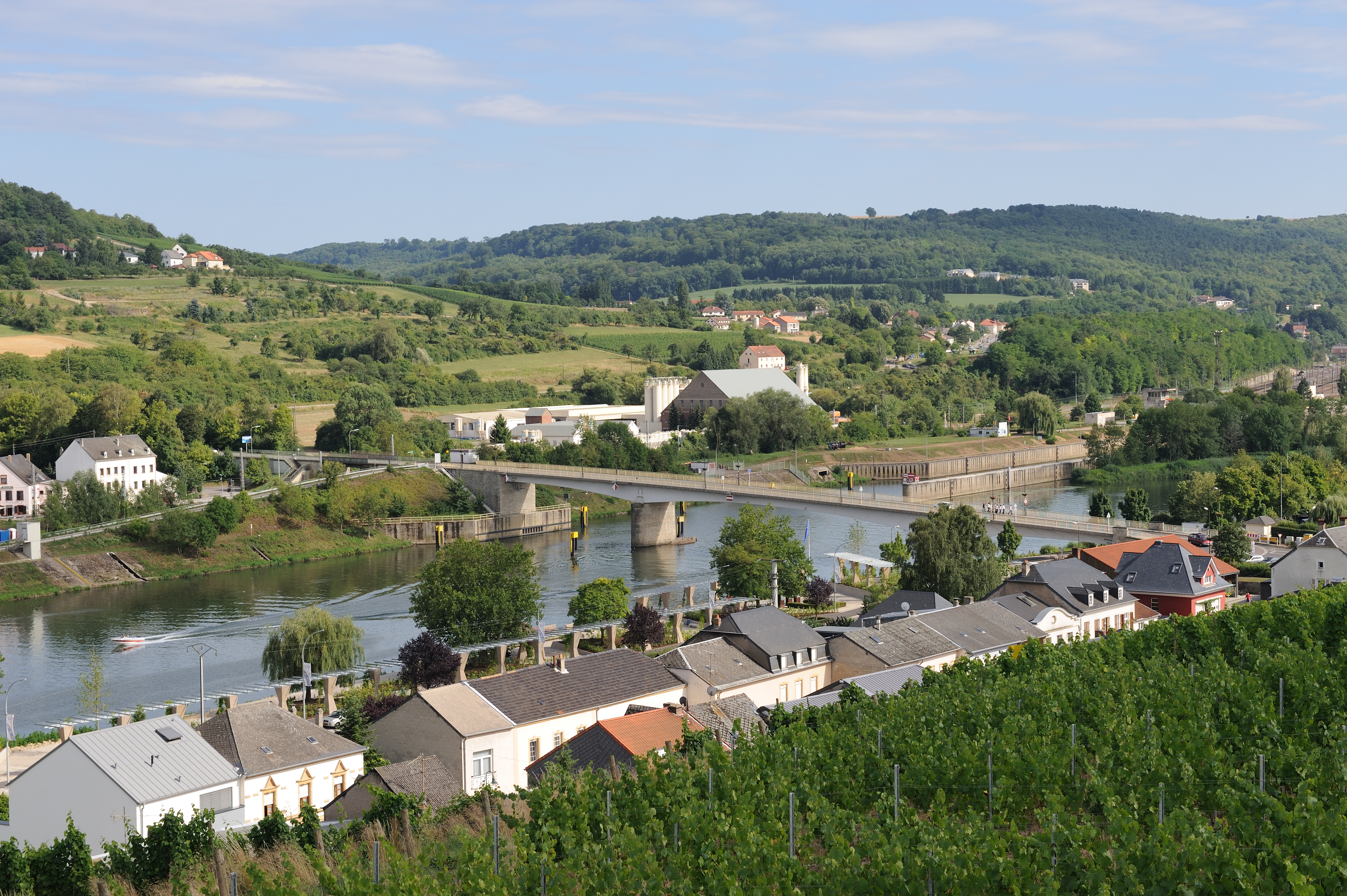
Шенген

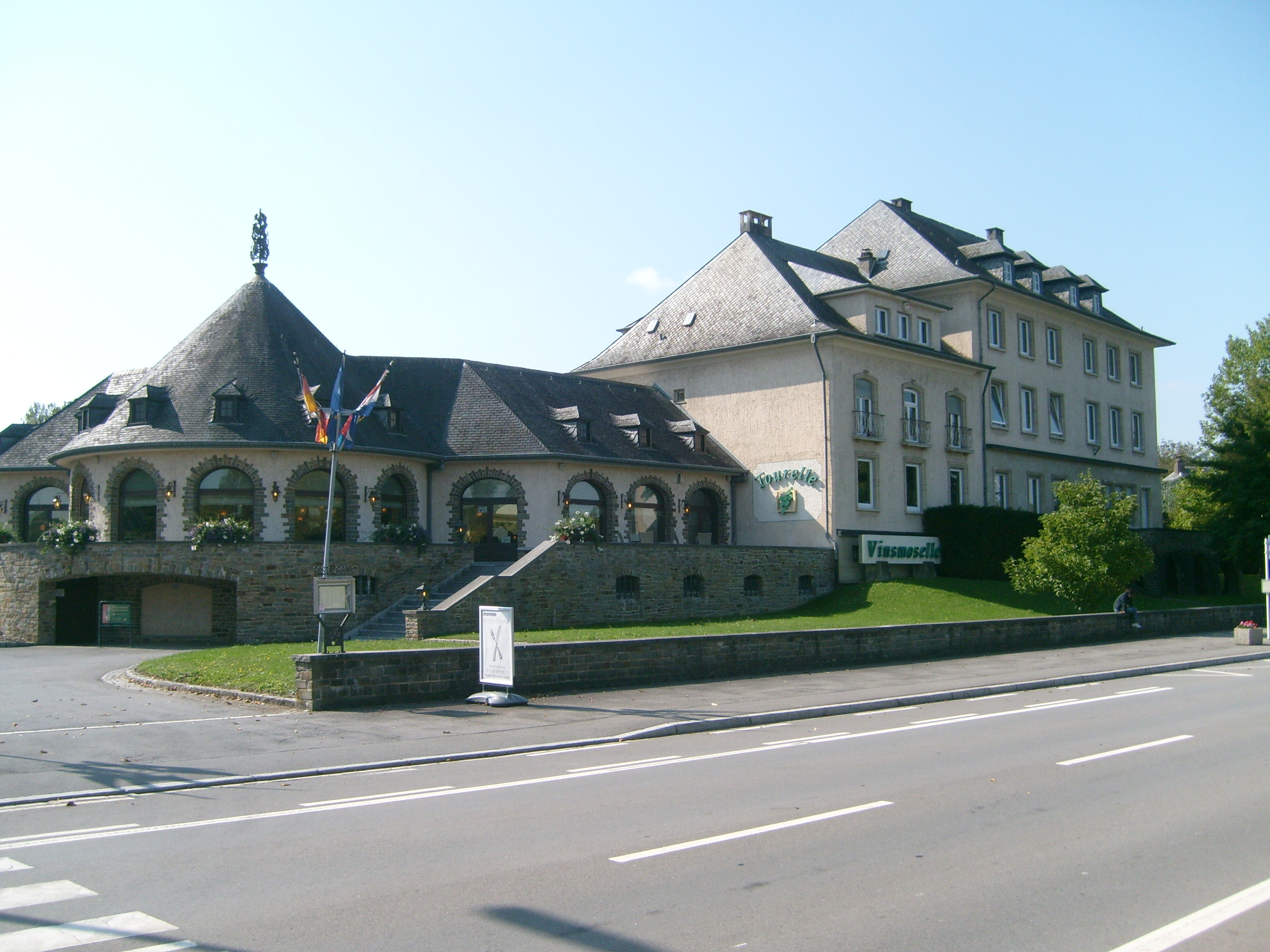
Штадтбредімю

Нижче подано всі населені пункти кантону за комунами:
- Комуна Бурмеранж
  - Бурмеранж
  - Ельванж
  - Емеранж
- Комуна Бус
  - Ассель
  - Бус
  - Ерпельданж
  - Роллінг
- Комуна Вальдбредімю
  - Вальдбредімю
  - Ред
  - Трінтанж
- Комуна Велленштейн
  - Бех-Клейнмахер
  - Велленштейн
  - Швебсанж
- Комуна Дальгайм
  - Вельфранж
  - Дальгайм
  - Фільсдорф
- Комуна Леннінген
  - Канах
  - Леннінген
- Комуна Мондорф-ле-Бен
  - Альтвіс
  - Елланж
  - Мондорф-ле-Бан
- Комуна Реміх
  - Реміх
- Комуна Шенген
  - Вінтранж
  - Ремершен
  - Шенген
- Комуна Штадтбредімю
  - Грейвельданж
  - Штадтбредімю

### Найбільші міста
Населені пункти, які мають населення понад 1 тисячу осіб:
| Населений пункт | Населення, осіб | Рік  | Комуна         |
| --------------- | --------------- | ---- | -------------- |
| Реміх           | 3153            | 2008 | Реміх          |
| Мондорф-ле-Бен  | 2812            | 2001 | Мондорф-ле-Бен |
| Дальгайм        | 1466            | 2008 | Дальгайм       |
| Канах           | 1256            | 2007 | Леннінген      |

## Демографія
Динаміка чисельності населення